# دیمیتریفسکی (آدیغیه)
دیمیتریفسکی (به لاتین: Dmitriyevsky) یک منطقهٔ مسکونی در روسیه است که در شهرستان کوشخابلسکی واقع شده‌است. دیمیتریفسکی ۴۷۹ نفر جمعیت دارد.